# 元万頃
元 万頃（元萬頃、げん ばんけい、生年不詳 - 690年）は、唐の文人。本貫は河南郡洛陽県。

## 経歴
北魏の京兆王拓跋子推の末裔にあたる。通事舎人を初任とした。
乾封2年（667年）、李勣の下で高句麗遠征に従軍し、管書記をつとめた。李勣は別軍の郭待封に水軍を率いさせて平壌に向かわせ、馮師本に糧食を運搬させて後詰めさせた。しかし馮師本の船が転覆したため、補給が届かず郭待封の軍は窮地に陥った。郭待封は李勣に知らせたいと考えたが、信書が敵の手に落ちることを恐れ、離合詩を作って李勣のもとに送った。李勣は「軍事が急を要しているのに、何で詩などを送ってくるのだ」と激怒したが、万頃が詩の意味を読み解いたので、李勣は怒りを収めた。また万頃は命を受けて高句麗を責める檄文を書いた。その文章に高句麗軍には鴨緑江の険を守る者がいないと非難したところ、淵男建は「謹んで命を聞かん」と言って高句麗兵に鴨緑江を固めさせたため、唐軍は侵入できなくなった。高宗はこのことを聞いて、万頃を嶺南に流させた。
赦令を受けて召還され、著作郎となった。武則天は、万頃をはじめとして范履冰・苗神客・周思茂・胡楚賓らを召し出し、『列女伝』・『臣軌』・『百寮新戒』・『楽書』などを編纂させた。万頃らは「北門学士」と呼ばれて武則天に重用された。 武則天が即位すると、鳳閣侍郎となった。垂拱元年（685年）、万頃らの議論により、天地・高祖・太宗・高宗を祭祀することが決定された。永昌元年（689年）、徐敬業の乱に連座して嶺南に流された。天授元年（690年）8月、配流先で苗神客とともに殺害された。

## 伝記資料
- 『旧唐書』巻190 列伝第140中 文苑中
- 『新唐書』巻201 列伝第126 文芸上